# Dee Events Center
Il Dee Events Center è un palazzo polisportivo di Ogden nella Contea di Weber (Utah), sede della squadra NCAA dei Weber State Wildcats. L'arena, a cupola circolare (simile nel design a molte arene del tempo), ha aperto nel 1977 e fu intitolata alla famiglia di Lawrence T. Dee, per i loro vasti contributi nel costruire l'impianto.
L'impianto è il più grande dell'Utah del nord ed è sede della squadra maschile e femminile di pallacanestro universitaria locale, gli Weber State Wildcats.